# Équipe cycliste Bonitas
Cet article possède un paronyme, voir Bonitas.
L'équipe cycliste Bonitas est une équipe cycliste sud-africaine active entre 2008 et 2015. Créée sous le nom de Team Medscheme, elle court avec le statut d'équipe continentale en 2011 et 2012, participant principalement aux courses de l'UCI Africa Tour. Dirigée par l'ancien cycliste Malcolm Lange, l'équipe est destinée aux jeunes cyclistes sud-africains.

## Histoire
L'équipe est créée en 2008 d'abord sous le nom de Medscheme. C'est alors une équipe de formation pour les jeunes espoirs sud-africains. Fin 2010, la société Bonitas, seconde compagnie de soin médical d'Afrique du Sud, décide de sponsoriser l'équipe. Le PDG de Medscheme Andre Meyer souhaite ancrer l'équipe sur le long terme.
L'équipe se compose de dix coureurs venant essentiellement de l'équipe Medscheme. Son leader et directeur sportif est Malcolm Lange. Elle garde une vocation formatrice et fait débuter des jeunes coureurs.
Depuis la saison 2013, l'équipe ne dispose plus de licence d'équipe continentale. Elle devient une équipe amateure, jusqu'en 2015. Par la suite, Malcolm Lange lance d'autres équipes amateures dans la continuité, via sa société Lange Sports.

## Principales victoires
- Emirates Cup : Malcolm Lange (2010)
- Amashova Durban Classic : Johann Rabie (2012)

## Classements sur les circuits continentaux
L'équipe participe aux circuits continentaux et principalement à des épreuves de l'UCI Africa Tour. Les tableaux ci-dessous présentent les classements de l'équipe sur les différents circuits, ainsi que son meilleur coureur au classement individuel.
UCI Africa Tour
| Saison | Classement par équipes | Meilleur coureur au classement individuel |
| ------ | ---------------------- | ----------------------------------------- |
| 2011   | 3e                     | Johann Rabie (9e)                         |
| 2012   | 13e                    | Johann Rabie (61e)                        |

UCI Asia Tour
| Saison | Classement par équipes | Meilleur coureur au classement individuel |
| ------ | ---------------------- | ----------------------------------------- |
| 2011   | 33e                    | Tyler Day (75e)                           |

UCI Europe Tour
| Saison | Classement par équipes | Meilleur coureur au classement individuel |
| ------ | ---------------------- | ----------------------------------------- |
| 2012   | 120e                   | Darren Lill (1067e)                       |